# Vladimir Berkovich

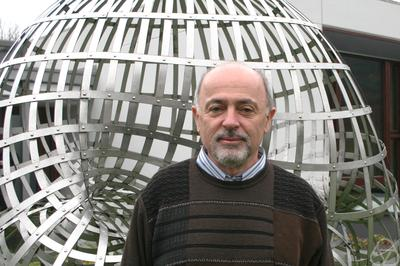

Vladimir Berkovich (Russisch: Владимир Гильевич Беркович, Vladimir Giljevitsj Berkovitsj) is een Israëlische wiskundige die Berkovich-ruimtes heeft geïntroduceerd.
Berkovich werd geboren in de Sovjet-Unie en is van Joodse afkomst.
Hij werd toegelaten om te studeren aan de Staatsuniversiteit van Moskou, ondanks de toen geldende maatregelen tegen Joodse burgers. Hij behaalde zijn doctoraat in 1977 met Yuri Manin als promotor.
Daarna werkte hij als programmeur in een fabriek voor landbouwmachines. Na een aantal jaren begon hij weer aan wiskunde te doen, naast zijn baan en buiten de context van een universiteitsomgeving. Zelf zegt hij hierover dat zijn wiskundecollega's aan de universiteit hem zagen als een 'outsider'. Hij bleef wel de wiskundeseminaries van Manin bezoeken.
Eind jaren '80 ontwikkelde hij de Berkovich-ruimtes. Dit is een versie van analytische ruimtes over niet-Archimedische lichamen. Naar eigen zeggen kreeg hij het idee op een treinreis, terwijl hij een boek las over klassieke functionaalanalyse. Op een bepaald moment vroeg hij zich af wat het analogon van de functionaalanalyse is over een niet-Archimedisch lichaam.
In augustus 1987 verliet hij met zijn familie de Sovjet-Unie en vestigde hij zich in Israël.
Berkovich was visiting scholar aan het Institute for Advanced Study in 1991-92 en opnieuw in de zomer van 2000.
Zijn onderzoeksinteresses zijn niet-Archimedische analytische meetkunde, algebraïsche meetkunde en getaltheorie.

## Geselecteerde publicaties
- Berkovich, Vladimir G. (1990). Spectral theory and analytic geometry over non-Archimedean fields. American Mathematical Society, Providence, R.I.. ISBN 978-0-8218-1534-2.